# تشناران (مقاطعة دورة)
تشناران (بالفارسية: چناران) هي قرية تقع في قسم كشكان الريفي (مقاطعة دورة) في إيران. يقدر عدد سكانها بـ 284 نسمة .